# Gladiolus halophilus
Gladiolus halophilus là một loài thực vật có hoa trong họ Diên vĩ. Loài này được Boiss. & Heldr. miêu tả khoa học đầu tiên năm 1854.